# خردمرد انیسی
خردمردانیسی، روستایی است از توابع بخش رودبست شهرستان بابلسر در استان مازندران ایران.

## جمعیت
این روستا در دهستان پازوار قرار داشته و براساس آخرین سرشماری مرکز آمار ایران که در سال ۱۳۸۵ صورت گرفته، جمعیت آن481نفر (۱۰۱خانوار) بوده‌است.